# Ibn al-Abbar
Abū ‘Abd Allāh Muḥammad ibn al-Abbār o Abdallah ben Abderrahmán Ebn Alabar Alcodai, de nombre completo Abu Abd Al-lah Muhámmad ibn Abd Al-lah ibn Áhmad ibn Abi Bakr al-Quda‘i —en árabe أبو عبد الله محمد بن عبد الله بن اﺣمد بن أبي بكر القضاعي, Abū ʿAbd Allāh Muḥammad ibn ʿAbd Allāh ibn Aḥmad ibn Abī-Bakr al-Quḍāʿī— (Onda, al-Ándalus, 1199-Túnez, 6 de enero de 1260) fue un poeta, historiador, diplomático, político y erudito valenciano de al-Ándalus.

## Biografía
Muhámmad ibn al-Abbar era originario de una influyente familia yemenita establecida desde antiguo en Onda, ciudad de la taifa de Valencia. Nació en el año 1199. Al-Abbar es el apodo de un antepasado, quizás indicativo de ese oficio, fabricante de agujas. Su padre, Abd Al-lah ibn al-Abbar era un ulema que se trasladó a Valencia para completar sus conocimientos. Ibn al-Abbar recibió la mejor educación de su padre, y tuvo de maestros algunos de los más importantes intelectuales andalusíes, como Abu ul-Jattab ibn Wáyib al-Qaysi o Abu ur-Rabi‘ Sulaymán ibn Musa ibn Sálim al-Kala‘i. Fue ulema, historiador de la vida intelectual de al-Ándalus y literato, poeta y prosista, y así se le abrieron las puertas de la administración. Comienza trabajando como secretario del gobernador de Valencia Abu Abd Al-lah Muhámmad, y cuando éste se traslada en 1217 a Sevilla, Ibn al-Abbar le acompaña. En 1222, estando en Badajoz, supo de la muerte de su padre, y volvió rápidamente a Valencia, donde quedó bajo la tutela de su maestro, Abu ur-Rabi‘ ibn Sálim. Entró en esa época a trabajar de secretario del gobernador Abū Zayd al tiempo se casó con una mujer de la familia de Ibn al-Wazir, originaria de Paterna.
En el año 1229, Zayyán ibn Mardanish se revuelve contra los almohades. Abu Zayd tuvo que huir, con su secretario Ibn al-Abbar, a tierras cristianas y ponerse bajo la protección de Jaime I y mediante el convenio de Calatayud obtener ayuda para recuperar Valencia. Pronto, el mismo año, Ibn al-Abbar vuelve a tierras andalusíes, primero a Guadix, y más tarde a Játiva, donde vivirá a la sombra del gobernador, su amigo Abu ul-Husáyn al-Jazrayi. En 1235 se encontraba como cadí de Denia (Daniyya), ahora reconciliado con Zayyán, que en la época almohade había sido alcaide de Onda, de donde era la familia de Ibn al-Abbar, y Zayyán, en 1236, lo nombra su visir.
Durante su vida en Valencia fue un destacado poeta y brilló profesionalmente en la secretaría de los gobernadores de Valencia, hasta que, sitiada la ciudad por Jaime I, fue enviado a Túnez a pedir socorro al emir de los hafsíes, Abu Zakariya, ante quien recitó una qasida famosa:

Abierto está el camino. A tus guerreros guía,
¡oh de los oprimidos constante valedor!
Auxilio te demanda la bella Andalucía;
la libertad espera de tu heroico valor...
Abū Abd Allāh Muhammad ibn Al-Abbār (traducción al castellano de Juan Valera)

Dicho emir decidió enviar ayuda: doce naves con armas y dinero, pero ningún soldado. Cuando está llegó a Valencia encontraron el puerto bloqueado y tuvieron que desviarse a Denia. La ciudad se rindió a Jaime I poco después. Zayyán lo eligió mediador en las negociaciones y el 29 de septiembre de 1238 firmaron el acta de capitulación. De Valencia fue hacia Denia, de donde volvió a ser expulsado más tarde, ante el avance cristiano. Después de un nuevo viaje a Túnez en 1239 para volver a pedir ayuda para lo que queda de su país, Ibn al-Abbar volvió con Zayyán el año 1240 a Murcia, pero poco después emigró de nuevo con su familia a Túnez, donde permanecerá el resto de su vida, recordando la patria perdida.
El emir acogió Ibn al-Abbar de manera excelente, haciéndolo su panegirista y el escribano de los documentos oficiales. Pero al ser sustituido en esta última función por un escribano oriental protestó, y el emir lo desterró a Bugía en 1248. En esta ciudad redactó una disculpa, el libro llamado El perdón de los secretarios, en cuya introducción pidió al emir y a su heredero que le perdonaran. Fue perdonado por Abu Zakariyya, que murió poco después.
Su hijo y sucesor al-Mustánsir, que con el tiempo se convirtió en un monarca cruel por cuanto tuvo que sofocar constantes revueltas para consolidar el reino, nombró Ibn al-Abbar su consejero. El año 1252, al-Mustánsir le destierra de nuevo a Bugía como hiciera su padre antes. El 1259 Ibn al-Abbar recibió una carta de perdón, pero un año más tarde sus enemigos traman contra él un complot, que desembocó en su condena a muerte. Se desconoce la causa exacta de su ejecución, pero se barajan varias: que había hecho un horóscopo al príncipe heredero que había desagradado a su padre, que se le acusaba de practicar la astrología y de ser chií, que había hablado o escrito mal de su emir o que estaba implicado en una gran conspiración. El resultado es que el califa mandó hacer un registro de su casa a sus peores enemigos, que encontraron allí un verso en el que insultaba así al-Mustánsir: «En Túnez reina un tirano a quien neciamente dicen califa». Ibn al-Abbar murió alanceado el 6 de enero de 1260, y su cadáver y sus libros fueron quemados.

## Sus obras
Es considerado como uno de los escritores más ilustres del siglo VI de la hégira. Escribió 45 libros, mucho de los cuales se han perdido. Trató en su obra diversos campos: biografías, crítica literaria, poesía, teoría religiosa, y ensayos.
Sus obras literarias más importantes, Kitab al-hulla as-siyara (Libro de la túnica recamada) y la Takmila, son una colección de biografías de los príncipes y magnates norteafricanos y andalusíes, unas magníficas crónicas que documentan la historia medieval del islam occidental. Se distinguió también como poeta, especialmente por sus qasidas o poesías dedicadas a la pérdida de Balansiyya (Valencia) o la que describe las trágicas circunstancias por las que está pasando al-Ándalus en el siglo XIII.
Biografías
- Mu'ŷam o Mu'ŷam fi ashab Abu ‘Ali as-Sadafi (Diccionario de los discípulos de Abu ‘Ali as-Sadafi). Repertorio biográfico de sus maestros.
- Takmila o at-Takmila fi kitab as-sila (Suplemento a las adiciones biográficas). Repertorio biográfico de los sabios andalusíes.[11][12]
- Kitab al-hulla as-siyara (Libro de la túnica recamada). Repertorio biográfico de personalidades de Al-Ándalus y el Magreb, escrito a Bugía en 1248.[13]

Crítica literaria
- Tuhfat al-qadim (Regalo del que llega). Crítica literaria y recoge biográfico de los poetas andalusíes.
- Ma'adin al-luyain fi marati al-Husayn (Filón de plata. Estudio sobre las elegías dedicadas a Husáyn).
- Hidaya almu'tarif fi-l-mu'talif wa-l-muẖtalif (Guía provechosa para el inquieto en la armonía y la disensión).

Poesía
- Diwan. Cancionero de sus poesías.[14]
- Qita’ ar-riad (Recorrido en el parque). Antología poética.

Ensayo
- I'tab al-kuttab (Perdón de los secretarios). Historia de otros funcionarios que cayeron en desgracia, fueron perdonados y rehabilitados, escrito durante su encarcelamiento en Bugía.

Teoría religiosa
- Durar as-simt fi aḫbar as-sibt (La sarta de perlas. Noticias sobre el linaje del profeta). Un libro sobre Alí, primo de Mahoma.

### Es estudiado en
Publicó: Historia de los poetas insignes españoles, insertando en ella sus selectas poesías. Le dio el título de Mannus Hospitii y está comprendida en códice 354 que menciona Casiri, tomo I, página 93.
Habla también de este autor Conde en Historia de los árabes, tomo II, página 174 y tomo III, página 35.